# Rebecca Peterson
Rebecca Peterson, född 6 augusti 1995 i Stockholm, är en svensk högerhänt professionell tennisspelare. Hon blev professionell 2012 och uppnådde sin hittills bästa rankning som 43:a i världen 21 oktober 2019. Under första halvåret 2018 kvalade Peterson in till tolv stycken WTA-turneringar.
År 2018 blev hennes genombrottsår, då hon tog sig vidare till andra omgången i Franska öppna och Wimbledonmästerskapen, samt och till tredje omgången av US Open, innan hon drabbades av en skada i vänsterfoten i september som för hennes del satte slut för 2018 års säsong.
Den 15 september 2019 vann hon sin första WTA-singeltitel i Nanchang genom att i finalen besegra Jelena Rybakina från Kazakstan med 6–2, 6–0.
Den 13 oktober 2019 vann hon sin andra WTA-singeltitel i kinesiska Tianjin, efter finalseger mot Heather Watson med 6-4, 6-4. Segern innebar att Peterson för första gången nådde topp 50 på WTA-singel rankingen.